# たこ満
株式会社たこ満（たこまん、英語：Takoman Co., Ltd.）は、日本の製菓業者。旧社名は株式会社多古満（たこまん）。直営店のロゴなどでは、たこまんと表記されることも多い。

## 概要
静岡県菊川市に本社を置く製菓業者であり、郷土菓子、和菓子、洋菓子の開発、製造、販売を手掛けている。静岡県西部を中心に直営店「たこまん」を展開しており、商品は基本的にはこれらの店舗でしか購入できないが、例外的に東海旅客鉄道掛川駅構内の「これっしか処」や静岡空港の売店などで一部の商品が土産用として販売されている。直営店においては、毎月「たこのはっちゃんデー」と呼ばれるセールが催されていた。
「アマンド娘」などの菓子で知られる株式会社ロリエ常盤家が経営破綻した際には、救済に乗り出し株式会社ロリエたこまんを設立し、店舗のリニューアルオープンした。

## 特徴

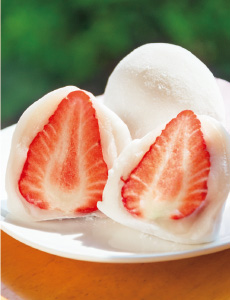
たこ満の「遠州大粒完熟いちご大福」

経営理念として「ひとりのお客様の満足とひとりの社員の幸せ」 を掲げている。社長をはじめとする経営陣は、従業員向けの「デイリーニュース」をほぼ毎日発行しており、従業員との間で理念の共有を図っている。デイリーニュースには、経営陣のメッセージだけでなく、菓子の製造個数が目標に達しなかった従業員から寄せられた自分は背が低いため台を用意してもらえれば作業が円滑に進み、菓子を待つ顧客の期待に応えられる、との改善提案など従業員からのレスポンスも掲載されている。このような経営陣と従業員の相互対話を通じて、意志の共有を図り、経営理念を日常の活動に反映させている。
身土不二の思想のもと、原材料は地元である静岡県西部（かつての遠江国・遠州）産のものを極力使用している。キャッチフレーズは「清らかな遠州からのおくりもの」であり、商品のネーミングも遠江の伝説や名勝に因む物が多い。包装紙には遠江の野花をあしらうなど、地元に根ざした企業姿勢が窺える。
これらの点から、静岡県西部を代表する製菓業の一つとして知られ、経営学者の坂本光司が行った「静岡県西部地域顧客満足度調査」によれば、「あなたが他人に紹介できる自慢の店」として他の店舗を大きく引き離しての1位であった。顧客から県外にも出店してほしいとの要望が寄せられることもあるが、「『たこまん』は遠州をテーマにした菓子屋のため、残念ながら他県への出店予定はございません。今後も静岡県遠州地方を中心にと思っております」 と回答しており、あくまで直営店としての「たこまん」は遠州のみに限定する姿勢を鮮明に打ち出している。
直営店「たこまん」は、店舗ごとにさまざまな意匠を凝らした造りとなっている。城下町風の街づくりを進める掛川市に立地する「掛川本館」は、鉄骨造だが屋根を瓦葺とし外壁に杉板を用いるなど、和風を意識した造りとなっている。それに対して、磐田郡浅羽町（のちの袋井市）に立地する「浅羽本店」は、同じく鉄骨造だが南国風を意識した造りとなっており、樹木などが植栽されたガーデンが併設されている。
インターンシップにも応じており掛川市、菊川市、浜松市の中学校、高等学校、大学、および、特別支援学校といった地元の教育機関からの受け入れに応じている。

## 来歴
1953年、静岡県小笠郡大坂村（市町村合併により大浜町、大東町を経て掛川市）にて創業。その後、従業員の給与水準や労働条件を改善し他業種と遜色のない企業にしたいとの思いから、法人化を果たすとともに、小笠郡浜岡町（のちの御前崎市）に出店を果たす。しかし、売上は伸びるものの、離職者が後を絶たない事態となった。従業員の待遇改善を目指した規模の拡大が、結果的に離職者の増大を招いてしまったことから、経営方針を転換した。顧客満足と従業員満足を同時に目指すこととし「ひとりのお客様の満足とひとりの社員の幸せ」を経営理念として掲げた。以来、小笠郡を中心とする静岡県西部に直営店を出店してきた。その後、本拠地と生産拠点は小笠郡小笠町（のちの菊川市）に移転することになり、「小笠本社」と「小笠工場」が設置された。創業の地である掛川市大坂の店舗は「大東総本店」を名乗り登記上の本店についても現在も掛川市大坂としている。

## 名称
初代社長が東京都に修行に出た際、奉公先で初めて食べた酢蛸のおいしさに感動し、この酢蛸以上の満足を顧客に伝えたいと考え「たこまん」と命名した。当初の社名は漢字で「多古満」としていたが、のちに一部平仮名混じりの「たこ満」に改名した。社章は、蛸を象った図形の中に、筆文字で「多古満」と表記されている。直営店などの店舗のロゴは、全て平仮名で「たこまん」とされていることが多い。

## フィクションへの登場
- 名門!多古西応援団（所十三） - 静岡県立掛川西高等学校をモデルとし、たこ満の旧社名である「株式会社多古満」を命名のもととする「多古多西高等学校」が登場する。
- アタック!!（大島司） - 静岡県掛川市を主要な舞台としており、かつてたこ満が運営していた「城の餅本舗」にて登場人物がソフトクリームを食べるシーンがある。

## 主な製品

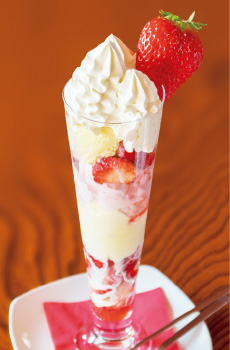
遠州茶屋の「紅ほっぺパフェ」

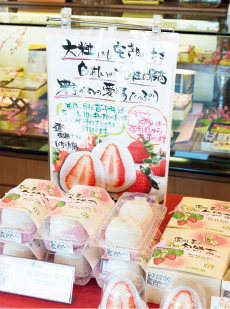
たこ満小笠本店で販売される「遠州大粒完熟いちご大福」

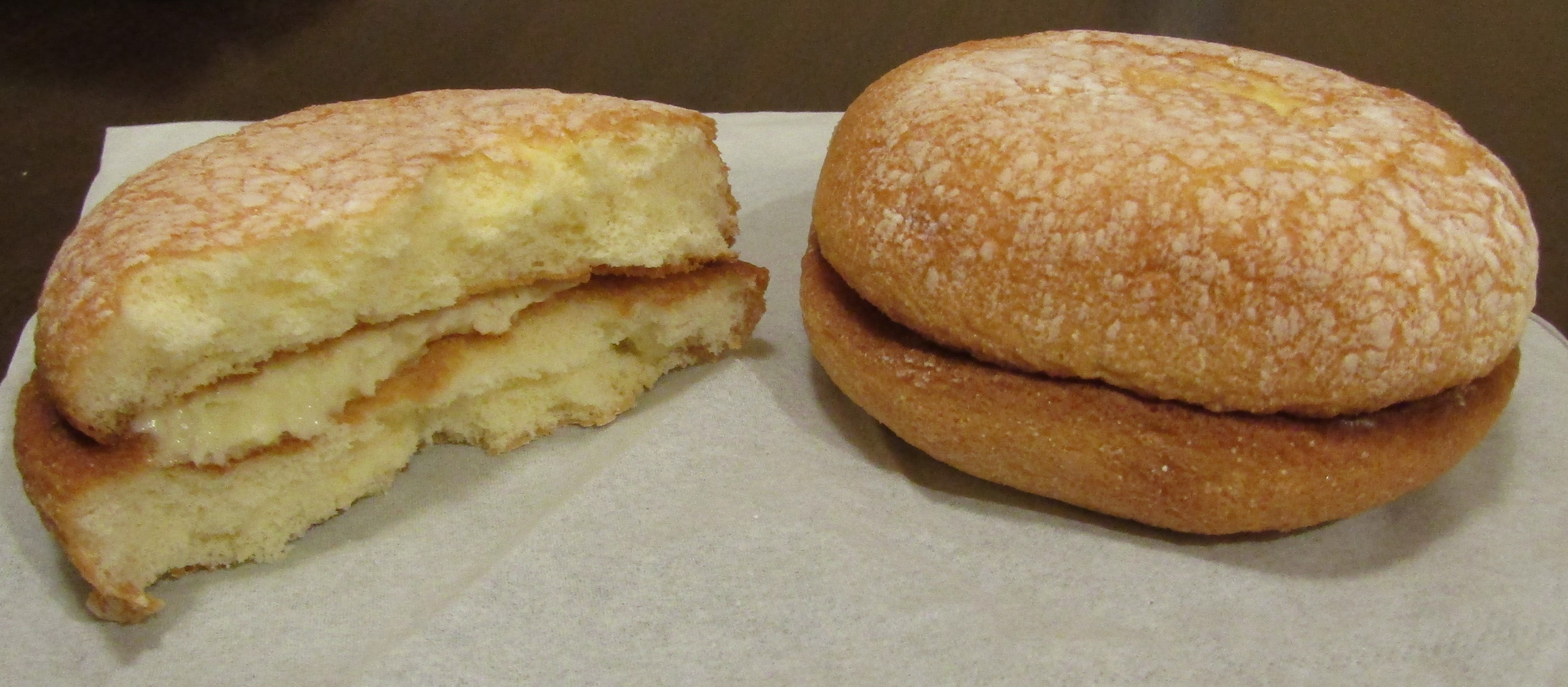
大砂丘（チーズ）

- あんじぇんぬ
- 城下餅
- 遠州バウム
- 掛川栗モンブラン　みのり
掛川市の自社農園栽培の栗使用
- 栗みそ饅頭
- 福豆大福
- 大砂丘
浜岡砂丘（静岡県御前崎市）を中心とする遠州灘の海浜にちなむ。
永年チーズクリームが中に入っていたが、近年クリームの種類が増加。
いちご、桜、ブルーベリー、マロンなどが期間限定で発売される
- たこまん
- 茶の葉フリアン
- のんべえ饅頭
応声教院（静岡県菊川市）の「のんべえ地蔵」にちなむ。
- 初甘藷
- 夢いちご
遠州夢咲農業協同組合管内で生産された「夢咲苺」を使用した苺大福。

## かつて販売していた製品
- エコパ
小笠山総合運動公園（静岡県掛川市・袋井市）内にあるエコパスタジアムにちなむ。
- 遠州サブレ
- 遠州ワーズ
- カテキンフリアン
- グラスジュレロゼ
- 軽便物語
かつて存在した静岡鉄道駿遠線（新藤枝駅（静岡県藤枝市）〜新袋井駅（静岡県袋井市））を走る軽便鉄道にちなむ。
- 極軟栗羊羹
- 桜もちパイ
- 静岡お茶羊羹
- ショコラ大砂丘
ラム酒に漬けたレーズン入り。
期間限定発売。
- 丹波黒豆羊羹
- 千代の夢
掛川城主山内一豊の妻・見性院の俗名（と伝承されている名前）にちなむ。
- やぶきたプリン
原材料にやぶきた種の茶葉を使用。

## キャッチフレーズ
- 清らかな遠州からの贈り物
- 身土不二

## 歴史
- 1953年 - 静岡県小笠郡大坂村にて創業。
- 1977年 - 株式会社化。

## 店鋪

### 工房・お店「たこまん」
静岡県西部を中心に17店鋪を展開する。（2012年現在）
- 菊川市 - 小笠本店、小笠工房（製造のみ）
- 掛川市 - 大東総本店、掛川本館、掛川秋葉通り店（大須賀地域にはない）
- 御前崎市 - 浜岡本店
- 袋井市 - 袋井本店、浅羽本店
- 磐田市 - 竜洋本店、豊田店
- 浜松市 - 浜松店、笠井店、立野店、三方原店、浜松志都呂工房
- 島田市 - 初倉本店
- 牧之原市 - 相良店
- 静岡市清水区 - 静岡本店
- 藤枝市 - 高柳店

### 関連店舗
- 遠州茶家（菊川市）

### 関連企業
- 森林公園アトリエ（掛川市）
- マリアツェル（浜松市中区）
- 琉球ドルチェテラス（沖縄県豊見城市）

## 加盟団体
- 静岡県洋菓子協会

## テレビ番組
- 日経スペシャル カンブリア宮殿 地元にあった奇跡の店SP 第2弾 超地域密着経営で大人気の和洋菓子店（2016年2月11日、テレビ東京）[16]

## 関連文献
- 藤井正隆著『感動する会社は、なぜ、すべてがうまく回っているのか?』マガジンハウス、2011年。ISBN 9784838723034
- 坂本光司著『社員と顧客を大切にする会社――「7つの法則」を実践する優良企業48』PHP研究所、2012年。ISBN 9784569807126
- 坂本光司&坂本光司研究室著『「日本でいちばん大切にしたい会社」がわかる100の指標』朝日新聞出版、2015年。ISBN 9784022736055